# Sphaeradenia steyermarkii
Sphaeradenia steyermarkii är en enhjärtbladig växtart som först beskrevs av Gunnar Wilhelm Harling, och fick sitt nu gällande namn av Gunnar Wilhelm Harling. Sphaeradenia steyermarkii ingår i släktet Sphaeradenia och familjen Cyclanthaceae. Inga underarter finns listade.